# Belyj Peninsula
Belyj Peninsula är en udde i Antarktis. Den ligger i Östantarktis. Australien gör anspråk på området. Belyj Peninsula ligger vid sjön Vetvistoe.
Terrängen inåt land är platt, och sluttar norrut. Trakten är obefolkad. Det finns inga samhällen i närheten.